# 가르다르

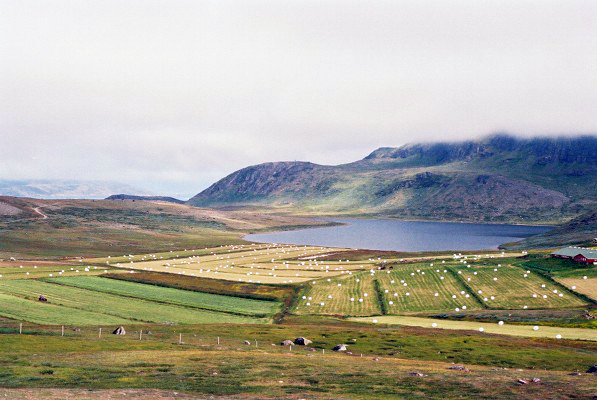

가르다르(고대 노르드어: Garðar)는 그린란드 에위스트리뷔그드의 노르드인 정착지 가운데 하나다. 그린란드에 노르드인들이 살던 시절 그린란드의 천주교 주교좌 소재지였으며, 고로 미주대륙 최초의 천주교 교구가 된다.
사가문학에 따르면, 12세기 초엽에 브라타흘리드의 부농이었던 소키 토리스손(Sokki Þórisson)이라는 자가 그린란드에 별도의 주교를 세우자는 아이디어를 떠올렸고, 노르웨이 국왕 시구르드 1세 마그누손에게 허락을 받았다고 한다. 이후 여기 부임한 주교들은 거의가 노르웨이인이었다.
1368년부터 1378년까지 주교였던 알프(Álfr) 주교를 마지막으로 더 이상 현지 상주주교는 부임하지 않게 되었다. 이후 16세기까지 현지에 부임하지 않는 명목상의 주교들이 서임되다가, 노르웨이와 그린란드를 오가는 배편이 끊기면서 그마저도 하지 않게 되었다. 이후 그린란드의 노르드인 정착지들이 전멸하면서 가르다르 주교직 역시 폐지되었다.

## 같이 보기
- 베스트리뷔그드
- 에위스트리뷔그드